# Quartier Rougna
Le quartier Rougna était le quartier situé le plus au sud du secteur fortifié du Dauphiné de la ligne Maginot et il était donc limitrophe du secteur fortifié des Alpes-Maritimes (SFAM).

## Situation
Le quartier Rougna s'étendait de la Cime de la Bonette (Alpes-de-Haute-Provence) jusqu’à la crête de Rougna (Commune de Saint-Dalmas-le-Selvage) dans les Alpes-Maritimes. Il était rattaché au sous-secteur de Jausiers, qui comprenait aussi les quartiers des Sagnes et du Restefond ; il dépendait du secteur Ubaye.

## Unités du quartier
Le quartier Rougna était tenu par le IIe bataillon du 299e régiment d'infanterie alpine (RIA), élément de la 64e division d'infanterie dont le PC était à Embrun (Hautes-Alpes), tandis que les ouvrages et avant-postes étaient occupés par le 73e bataillon alpin de forteresse (BAF). 

En 1940, son PC était situé au col de Colombart, sous les ordres du Commandant Chamussy.
La zone située entre les avant-postes et la frontière était surveillée par la SES II (Section d'Eclaireurs Skieurs) du 299e RIA, commandée par le lieutenant Lonjaret, entre le Col des Fourches et le hameau du Pra, au niveau de la maison forestière de Tortisse. Cette SES assurait la jonction avec le Secteur fortifié des Alpes-Maritimes et le 15e corps d'armée dont une SES du 3e RIA patrouillait dans le secteur des lacs de Vens.
Le soutien d'artillerie du quartier était assuré par les différents ouvrages ainsi que par des canons de divers calibres placés au faux col de Restefond et à celui de la Moutière. 

## Ouvrages, avant-postes et emplacements du quartier
- PC du Col-de-Colombart

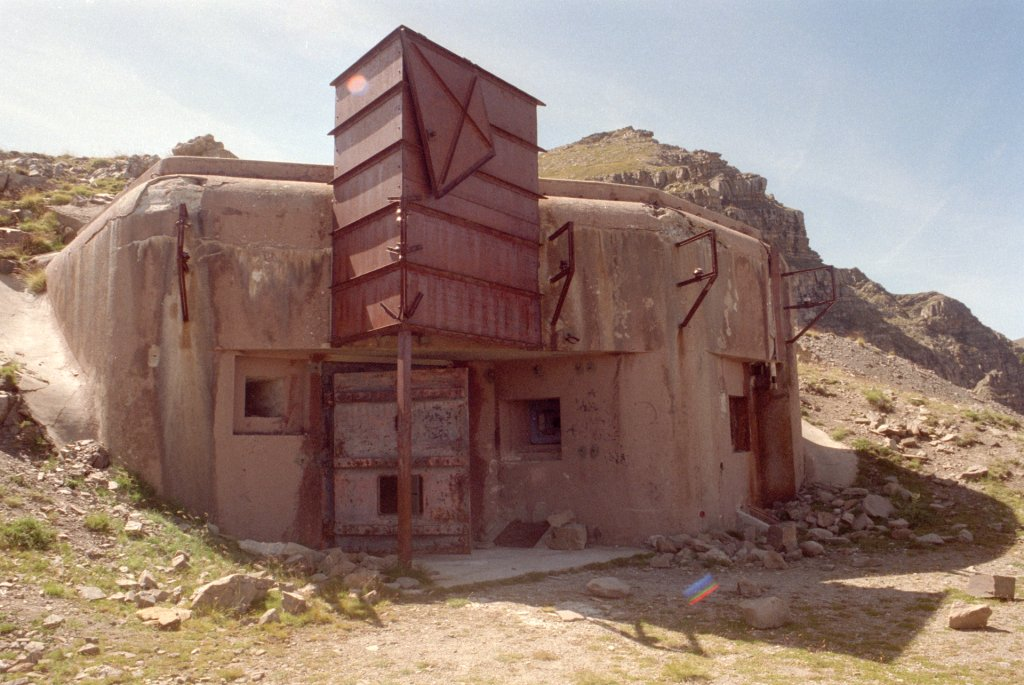
Entrée de l'ouvrage du Col-de-la-Moutière (état en 2005).

- Petit ouvrage du Col-de-la-Moutière
- Point d'appui de Las Planas, ou de la Tête de Vinaigre
- Point d'appui du Lauzarouotte (Rocher du Prêtre)
- Abris alpins de la Moutière

Selon l'organigramme des avant-postes publié par Jean-Yves Mary, celui de Saint-Dalmas-le-Selvage faisaient partie du secteur fortifié des Alpes-Maritimes.

## Sources
- Henri Béraud, La seconde guerre mondiale dans les Hautes-Alpes et l'Ubaye,  Société d'études des Hautes-Alpes, 1990.
- Philippe Lachal, Fortifications des Alpes, leur rôle dans les combats de 1939-1945, Ubaye-Ubayette-Restefond, Éditions du Fournel, 2006,  (ISBN 978-2915493306).
- Jean-Yves Mary, La ligne Maginot, ce qu'elle était, ce qu'il en reste, Sercap, 1985.
- Général Étienne Plan et Eric Lefevre, La bataille des Alpes, 10-25 juin 1940, Charles Lavauzelle, 1982.
- Max Schiavon, Briançonnais, Queyras, Ubaye - Victoire sur les Alpes, juin 1940, Éditions Mens Sana Anovi, 2011,  (ISBN 979-1-09044-706-6).
- Philippe Truttmann, La Muraille de France, ou La Ligne Maginot, Éditions Klopp, Thionville, 1985.